# Mumra
Mumra (en rus: Мумра) és un poble de l'óblast d'Astracan, a Rússia, segons el cens del 2010 tenia 2.372 habitants.